# Estação Cidade Nova
Cidade Nova é uma estação da Linha 2 do metrô do Rio de Janeiro. Foi inaugurada em 1 de novembro de 2010. Uma passarela de 3300m² sobre a Avenida Presidente Vargas conecta a estação ao prédio da Prefeitura do Rio de Janeiro.
Quando houver manutenções preventivas (na via) ou necessidades de ajustes operacionais, a estação ficará fechada e a Linha 2 seguirá até o Estácio.
A estação possui 6 acessos: 
- Acesso A - Praça Metrô
- Acesso B - Leopoldina
- Acesso C - Praça da Bandeira
- Acesso D - Praça XV / Centro
- Acesso E - Avenida Rio Branco / Centro
- Acesso F - Prefeitura

Os acessos B, C, D, E e F permanecem com a passarela aberta todos os dias, 24 horas.